# Melèsip
Melèsip (en llatí Melesippus, en grec antic Μελήσιππος) un espartà fill de Diàcrit, va ser un dels tres ambaixadors enviats a Atenes l'any 432 aC just al començament de la guerra del Peloponès, amb la petició final d'Esparta per la restauració de la independència de tots els estats grecs. Per consell de Pèricles els atenencs van refusar la proposta.
El 431 aC quan Arquidam II d'Esparta va iniciar la seva marxa militar en direcció a Atenes, va dirigir una nova ambaixada als atenencs esperant poder dur a terme una negociació, però els atenencs no van voler ni escoltar les seves propostes ja abans de tenir notícies de l'expedició d'Arquidam, segons diu Tucídides.